# أندروس
أندروس (Άνδρος) هي جزيرة في كيكلاديس في اليونان.
يبلغ عدد سكانها حوالي 1402 نسمة.